# José Andrés Cornide de Folgueira y Saavedra
José Andrés Cornide (proveniente de Cornide de Folgueira y Saavedra, señor de Cebreiro, de Madiz y de Saa (La Coruña, 25 de abril de 1734 - Madrid, 22 de febrero de 1803) fue un geógrafo, naturalista y humanista español. Fue uno de los más conocidos miembros de la Ilustración en Galicia.
De origen hidalgo, estudió Humanidades en la Universidad de Santiago de Compostela. Fue regidor de la ciudad de La Coruña, fundador de la Sociedad Económica de Santiago, fundador de la Academia de Agricultura del Reino de Galicia y primer secretario perpetuo de la Real Academia de la Historia (1802-1803) entre otros. A lo largo de su vida realizó completos estudios sobre la historia, la geografía y la economía, fundamentalmente de Galicia.
Elaboró gran cantidad de mapas, entre los que destacan los de la diócesis de Orense y de la de Mondoñedo. Realizó numerosas crónicas de viajes, como Viaje desde Coruña a la Corte, además de cultivar la literatura, tanto en castellano como en gallego, lengua en la que escribió notables poemas.

## Obras
- Memoria sobre la pesca de la sardina en las costas de Galicia (1774).
- Historia natural de los peces y otras especies marinas de Galicia (1788).
- Las Casitérides, o Islas del Estaño, restituidas a los mares de Galicia. Disertación crítica en que se procura probar que estas islas no son las Sorlingas, como pretende en su Britania Guillermo Cambden, y sí las de la costa occidental del reino de Galicia. Ficha en cervantesvirtual.es (1790).
- Investigaciones sobre la fundación y fábrica de la llamada Torre de Hércules situada a la entrada del puerto de La Coruña. Ficha en cervantesvirtual.es.
- Estado de Portugal en el año 1800.